# Сітка ниток

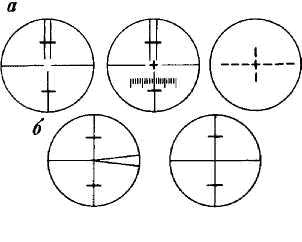
Види сіток ниток: а — у теодолітах; б — у нівелірах.

Сітка ниток — окулярна сітка змішаного типу, встановлювана в зорових трубах зокрема маркшейдерсько-геодезичних приладів. Являє собою систему довгих штрихів (ниток), у якій два хрестоподібно розташованих штрихи з розривом і поміщеним у розриві перехрестям є основними та служать для візування на ціль в горизонтальній і вертикальній площинах, а два додаткових горизонтальних штрихи, один — вище, а другий — нижче основного, є далекомірними і служать для виміру відстаней по нівелірній або тахеометричній рейці, встановленій вертикально на знімальних точках (див. рис.).